# ガールズ、ガールズ、ガールズ
ガールズ、ガールズ、ガールズ (Girls,Girls,Girls）は、モトリー・クルーが1987年にリリースした4thアルバム。

## 概要
全米アルバムチャート最高2位を記録し、「ワイルド・サイド」「ガールズ、ガールズ、ガールズ」「オール・アイニード」がシングルカットされた。「監獄ロック」はエルヴィス・プレスリーのカバー。
ライブでは「ワイルド・サイド」でトミー・リーのドラムセットが360度回転、「ガールズ、ガールズ、ガールズ」ではメンバーがハーレーダビッドソンにまたがって登場するシーンが定番になった。
1998年、2003年におけるレーベル移籍の際にボーナストラック、エンハンスド・ビデオトラックが追加収録された。
2017年、デモやライブ音源などのボーナストラックを追加収録した30周年記念盤「XXX: 30 Years of Girls, Girls, Girls」をリリース。

## 収録曲
1. ワイルド・サイド - Wild Side  [4:40]
Words/Music:Nikki Sixx, Tommy Lee, Vince Neil
2. ガールズ、ガールズ、ガールズ - Girls,Girls,Girls  [4:30]
Words/Music:Sixx, Lee, Mick Mars
3. ダンシング・オン・グラス - Dancing On Glass [4:18]
Words/Music:Sixx, Mars
4. バッド・ボーイ・ブギー - Bad Boy Boogie [3:27]
Words/Music:Sixx, Lee, Mars
5. ノーナ - Nona [1:27]
Words/Music:Sixx
6. ファイヴ・イヤーズ・デッド - Five Years Dead [3:50]
Words/Music:Sixx
7. オール・イン・ザ・ネーム・オブ・・・ - All In The Name Of... [3:39]
Words/Music:Sixx, Neil
8. サムシン・フォー・ナッシン - Sumthin' For Nuthin' [4:41]
Words/Music:Sixx
9. オール・アイ・ニード - You're All I Need [4:33]
Words/Music:Lee, Sixx
10. 監獄ロック - Jailhouse Rock (LIVE) [4:39]
Words/Music:Jerry Leiber, Mike Stoller
11. ガールズ、ガールズ、ガールズ(トム・ワーマン・アンド・バンド・イントロ) - Girls,Girls,Girls(Tom Werman & band intro, Rough mix of instrumental track)  [5:38]＊ボーナストラック
Words/Music:Sixx, Lee, Mars
12. ワイルド・サイド(インストゥルメンタル・ラフ・ミックス) - Wild Side(Rough Mix of instrumental track)  [4:06]＊ボーナストラック
Words/Music:Sixx, Lee, Neil
13. ロデオ - Rodeo  [4:14]＊ボーナストラック
Words/Music:Sixx, Mars
14. ノーナ(インストゥルメンタル・デモ・アイディア) - Nona(Instrumental Demo Idea) [2:42]＊ボーナストラック
Words/Music:Sixx
15. オール・イン・ザ・ネーム・オブ・・・(ライヴ・イン・モスクワ) - All In The Name Of...(Live in Moscow) [5:02]＊ボーナストラック
Words/Music:Sixx, Neil
16. ガールズ、ガールズ、ガールズ - Girls,Girls,Girls ＊エンハンスド・ビデオトラック

## 参加ミュージシャン
- ヴィンス・ニール (Vince Neil)  - ボーカル
- ミック・マーズ (Mick Mars)  - ギター
- ニッキー・シックス (Nikki Sixx)  - ベース
- トミー・リー (Tommy Lee)  - ドラム